# Schloss Salenegg
Das Schloss Salenegg ist ein schlossartiger Herrschaftssitz im Norden von Maienfeld im schweizerischen Kanton Graubünden. 

## Geschichte

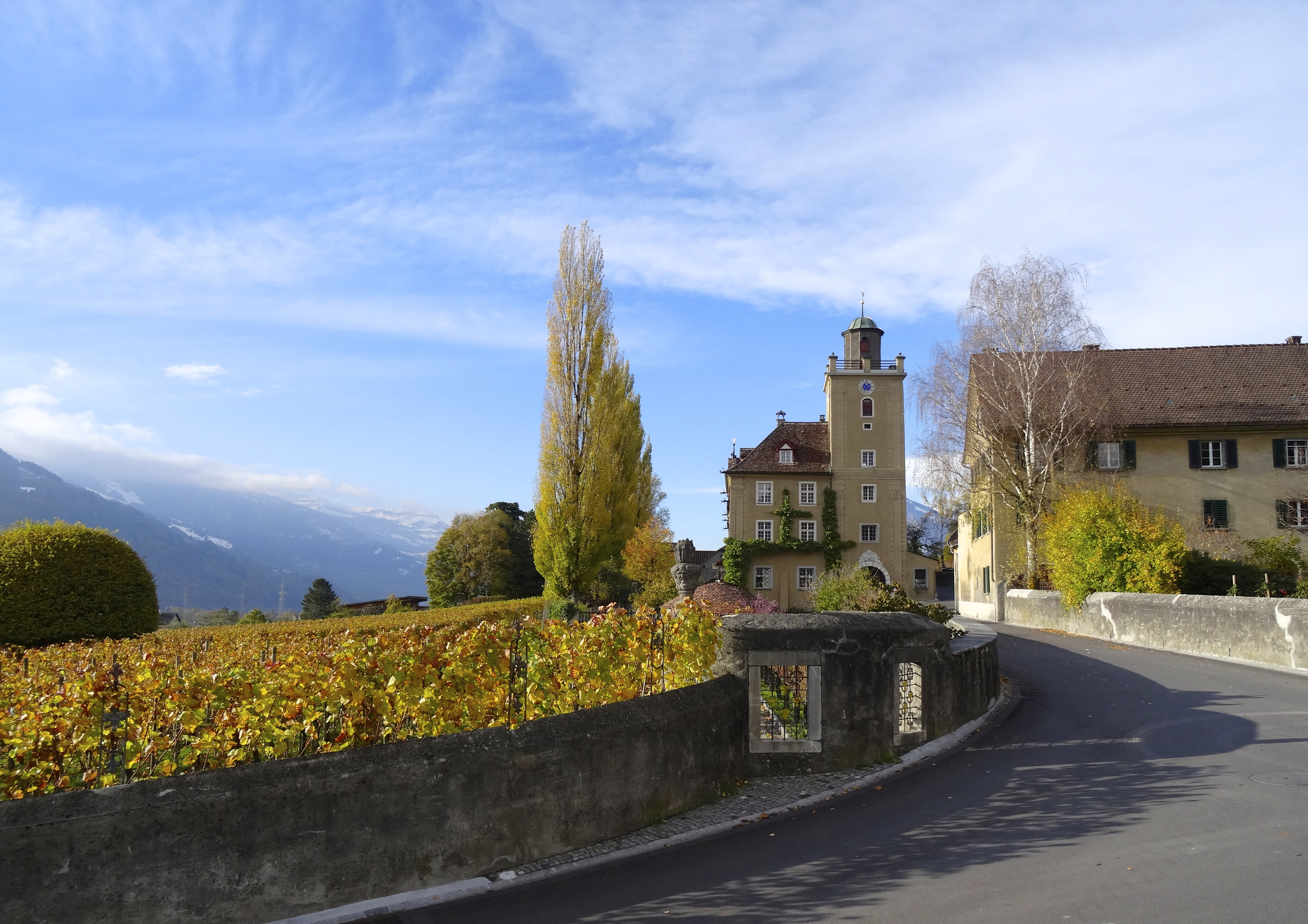
Südseite

Ein Vorgängerbau entstand um das Jahr 950; Bauherr war der Prior des Klosters Pfäfers. Das Haus wurde «Prestenegg» genannt, nach den Gebresten, die die Mönche des Klosters im auf der Sonnenseite des Tales gelegenen Haus kurieren sollten. 
1330 kam das Gebäude in den Besitz der Freiherren von Vaz. Nach deren Aussterben 1338 kam es an die Werdenberger, dann an die Toggenburger. In der zweiten Hälfte des 15. Jahrhunderts war Prestenegg im Besitz der Familie Beeli von Belfort. 1594 wurde es nach mehreren Besitzerwechseln von Vespasian von Salis und seiner Frau Anna von Schauenstein gekauft, die es 1604 um- und ausbauten sowie in Salenegg umbenannten. Beim Brunnen im Hof wurde eine Sal-Weide gepflanzt, das Wappenbild der Familie von Salis. 
Durch Vespasians Tochter Violanda kam den Sitz durch Heirat an Ritter Anton von Molina, der 1637 während der Bündner Wirren als Parteigänger der Österreicher einer der Verschwörer gegen Herzog Henri II. de Rohan wurde. Er erweiterte das Gebäude nach Süden und erbaute den Gartensaal im Erdgeschoss, dessen Decke ein Gemälde mit den Wappen von vierzig Bündner Geschlechtern (von Capoal, Pawier, Raschär, Trawers, von Provost, von Castelmaur, Sprecher von Berneckh, Buol, von Porta, Beli von Bellfort, Jeglin von Hohenrealta, Rosenroll, Mooren, Schmid von Grüneck, Stampa, von Juwalta, von Jochberg, Scarpatet, Menhart, Tschudi, von Sax, von Marmels, von Mont, von Montalta, Tscharner, Enderli von Monzwickh, Dschortschen, von Sonwickh, Flugischen, Florin, von Planta, von Castelberg, Guler von Wineck, von Ehrenfels und Haldenstein, Gugelberg von Moos, von Hohenbalcken, Giovanelli, von Molina, von Salis, von Schauwenstein) und den Drei Bünden (Ober Punt, Gottshaus Punt, Gerichten Punt) aufweist.
Ritter Molinas Töchter verkauften Salenegg 1654 für 14’000 Gulden und sechs Fuder Wein an Hans Luzi Gugelberg von Moos, Landeshauptmann im Veltlin und Stadtvogt in Maienfeld. Er stattete die grosse Stube mit Täfer aus und beschaffte aus Flums den aus einer mächtigen Eiche gefertigten Torkelbaum, der mit fünfzig Ochsen nach Maienfeld gezogen wurde. Um diese Zeit lebte Hortensia Gugelberg von Moos, eine Tochter des Stadtvogtes Gubert von Salis, auf Salenegg. 
Hans Luzis Sohn Ulysses Gugelberg von Moos liess um 1713 den Anbau mit dem Treppenhaus erstellen, seine Söhne Heinrich, Lorenz und Ulysses erbauten 1756 den Turm. Der grösste Umbau fand zwischen 1782 und 1784 statt, als Ulysses Gugelberg die aus verschiedenen Bauetappen stammenden Teile zu der einheitlichen Anlage zusammenfügte, wie sie sich heute präsentiert. Das Schloss ist bis heute im Besitz der Familie Gugelberg von Moos. Von den 79 Räumen werden 27 bewohnt. Aber auch eine Linie der Erbauerfamilie von Salis ist bis heute in Maienfeld ansässig, im „Salis-Haus“ von 1650, etwas unterhalb in der Altstadt gelegen.

## Weingut

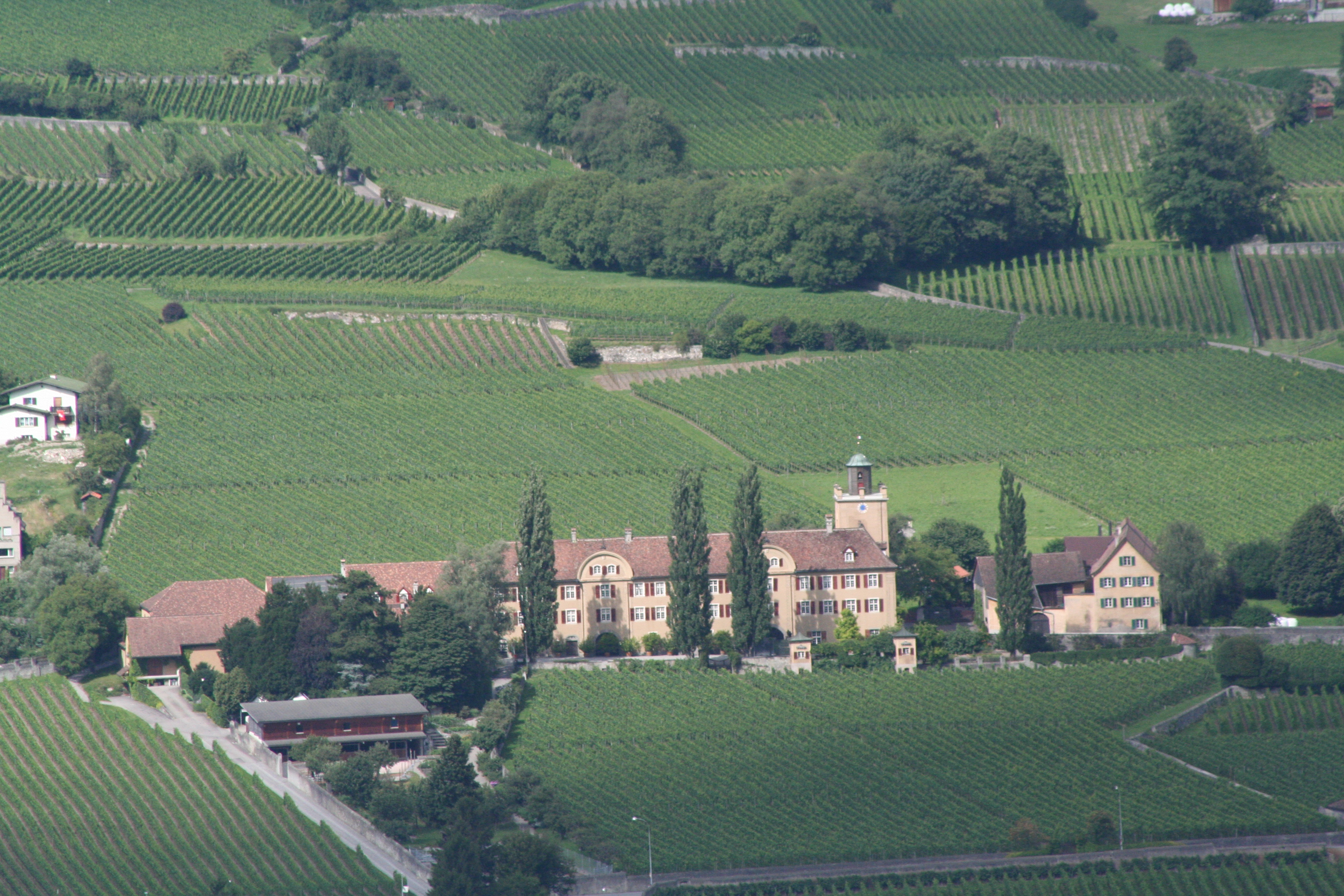
Lage in den Rebbergen

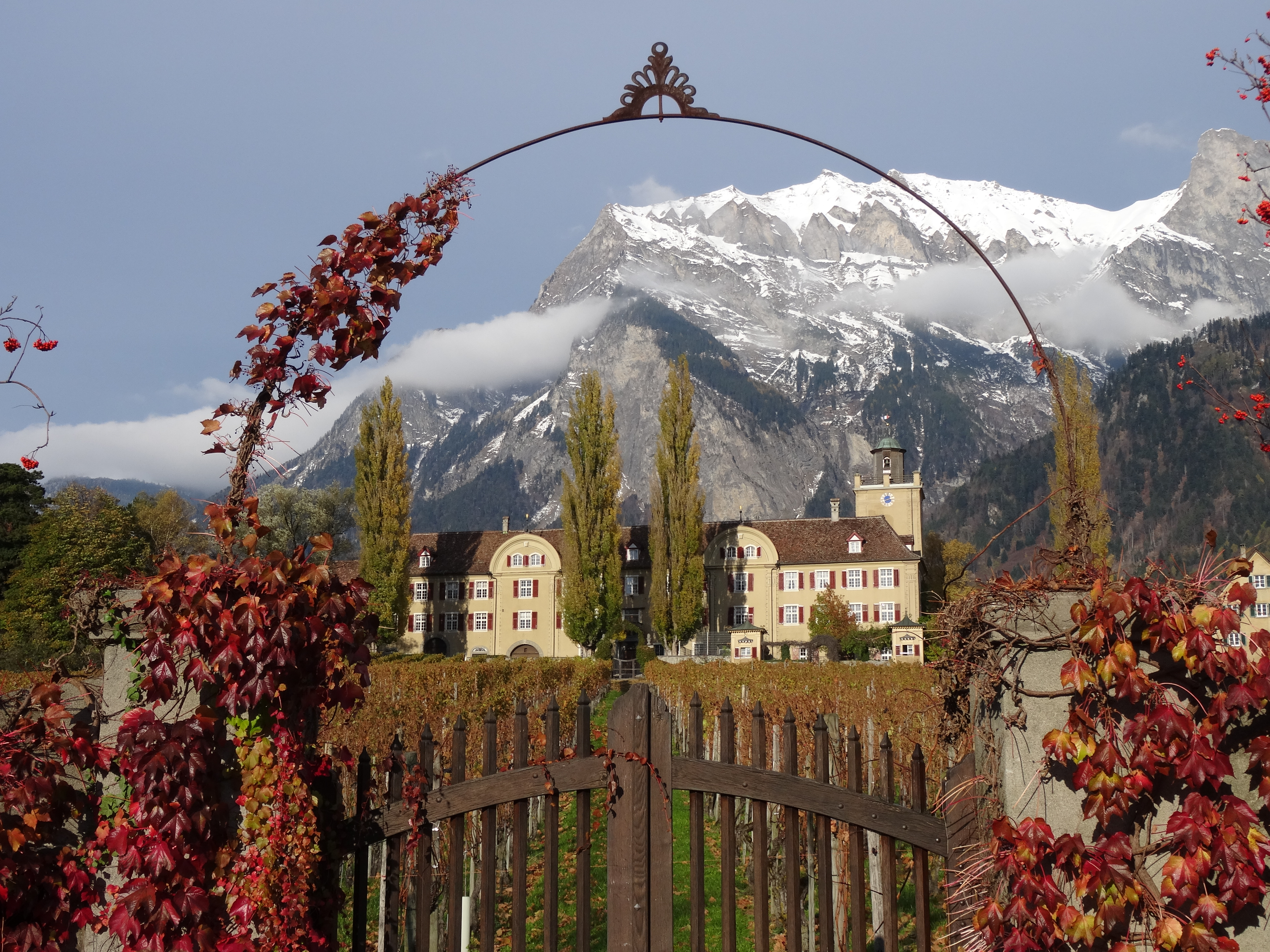
Ansicht von der Fläscherstrasse

Auf Salenegg wird seit 1068 Wein angebaut; damit gilt das Weingut Salenegg als das älteste noch bestehende Weingut Europas. Hier nahm auch der Weinbau in der Bündner Herrschaft seinen Anfang. Neben mehreren Weinen und Bränden werden in Salenegg auch mehrere Essigsorten produziert.
Salenegg liegt am Nordbündner Weinwanderweg.

## Weide
1890 hatte die zu Beginn des 17. Jahrhunderts gepflanzte Weide eine aussergewöhnliche Grösse erreicht. Das Bündner Monatsblatt schrieb im September 1926: „Ihr Stamm misst 5,40 m an Umfang und ihre langen Äste hingen über den ganzen grossen Brunnen herunter, und ihre starken Wurzeln hoben die schweren Steinplatten des Brunnenbodens.“ Als man den Baum fällen wollte, bemerkte man 1910, dass sich in der Baumkrone eine junge Wurzel durch die Rinde in das faule Innere des Stammes gebohrt hatte. Der neue Stamm wuchs im Innern der alten Hülle und hatte 1926 einen Umfang von einem Meter erreicht. Diese aussergewöhnliche Verjüngung der alten Weide inspirierte im August 1926 den oft in der Gegend weilenden Dichter Rainer Maria Rilke zum Gedicht «Die Weide von Salenegg», das er in das Gästebuch von Schloss Salenegg schrieb.